# Veteranz Day
Albums de Big Daddy Kane
Daddy's Home
(1994)
Singles
1. Uncut, Pure
Sortie : 1998

Veteranz Day est le septième album studio de Big Daddy Kane, sorti le 27 octobre 1998.
L'album s'est classé 62e au Top R&B/Hip-Hop Albums.

## Liste des titres
| No  | Titre                                                  | Contient un (des) sample(s) de         | Durée |
| --- | ------------------------------------------------------ | -------------------------------------- | ----- |
| 1.  | Intro                                                  |                                        | 0:57  |
| 2.  | Uncut, Pure                                            |                                        | 3:54  |
| 3.  | Entaprizin'                                            | Violation de Saint Tropez              | 3:30  |
| 4.  | Girl Talk (Interlude)                                  |                                        | 0:48  |
| 5.  | Change This Game Around (featuring Felicia Price)      |                                        | 3:44  |
| 6.  | La- La- Land (featuring Rappin Is Fundamental)         | We're Still Friends de Donny Hathaway  | 4:37  |
| 7.  | Ole Tyme Bluez (Interlude)                             |                                        | 1:27  |
| 8.  | Tha Good Tymz (featuring Mike Ransom)                  |                                        | 3:33  |
| 9.  | Fish Tandoori (Interlude)                              |                                        | 1:36  |
| 10. | Terra NYa Era                                          |                                        | 3:50  |
| 11. | Hold It Down (featuring Kelly German)                  |                                        | 4:07  |
| 12. | Daddy's Theme (Interlude)                              |                                        | 0:52  |
| 13. | Earth, Wind & Fire (featuring Sha-Queen et A.B. Money) |                                        | 4:26  |
| 14. | Do U Really Know                                       |                                        | 4:51  |
| 15. | Shame! (Prelude)                                       |                                        | 0:44  |
| 16. | Shame!                                                 |                                        | 4:12  |
| 17. | Last Night Episode (Interlude)                         |                                        | 0:49  |
| 18. | Definitely                                             |                                        | 3:37  |
| 19. | Unda Presha (featuring Baldhead Buchanon)              |                                        | 3:14  |
| 20. | Outro                                                  |                                        | 1:42  |
| 21. | Uncut, Pure (Remix)                                    | The Breakdown (Part I) de Rufus Thomas | 6:31  |